# Druhá vláda Klementa Gottwalda
Druhá vláda Klementa Gottwalda, zvaná též Vláda Národní fronty byla československá vláda úřadující od 25. února do 15. června 1948. Vznikla výměnou části ministrů první Gottwaldovy vlády a znamenala praktické plné převzetí moci Komunistickou stranou Československa a nastolení komunistického režimu v Československu stvrzené přijetím nové ústavy. Skončila po abdikaci prezidenta Edvarda Beneše a zvolením Klementa Gottwalda na jeho místo.

## Únor 1948
25. února 1948 přijal prezident Edvard Beneš demisi části nekomunistických ministrů a doplnil vládu podle návrhu Klementa Gottwalda. V nově sestavené vládě usedli všichni stávající ministři za KSČ, KSS, nezávislí ministři a ministryně do této doby působící za ČSSD Ludmila Jankovcová. Zbývající posty byly doplněny novými ministry podle Gottwaldova návrhu. Členové nové vlády již následně vystupovali jednotně jako zástupci Národní fronty Čechů a Slováků. Tímto aktem došlo k završení komunistického převratu v poválečném Československu.
Následné protestní demonstrace československé inteligence byly potlačeny, účastníci byli pozatýkáni. Události mezi 17. a 25. únorem 1948 byly komunistickým režimem oslavovány jako „Vítězný únor“.

## Poměr sil ve vládě
Reálně byli všichni ministři poslušní KSČ.

### Počet ministrů
| - KSČ+KSS   | 12 |
| - ČSSD      | 4  |
| - ČSNS      | 2  |
| - ČSL       | 2  |
| - nezávislí | 2  |
| - DS        | 1  |
| - SSl       | 1  |

## Složení vlády
| Portfej                                          | Ministr            | Člen strany | Člen strany      | Nástup do úřadu | Odchod z úřadu  |
| ------------------------------------------------ | ------------------ | ----------- | ---------------- | --------------- | --------------- |
| Předseda vlády                                   | Klement Gottwald   |             | KSČ              | 25. února 1948  | 15. června 1948 |
| Náměstek předsedy vlády                          | Viliam Široký      |             | KSČ              | 25. února 1948  | 15. června 1948 |
| Náměstek předsedy vlády                          | Antonín Zápotocký  |             | KSČ              | 25. února 1948  | 15. června 1948 |
| Náměstek předsedy vlády                          | Bohumil Laušman    |             | ČSSD             | 25. února 1948  | 15. června 1948 |
| Ministr zahraničních věcí                        | Jan Masaryk        |             | nestraník        | 25. února 1948  | 10. března 1948 |
| Ministr zahraničních věcí                        | Vladimír Clementis |             | KSČ              | 18. března 1948 | 15. června 1948 |
| Ministr národní obrany                           | Ludvík Svoboda     |             | nestraník        | 25. února 1948  | 15. června 1948 |
| Ministr zahraničního obchodu                     | Antonín Gregor     |             | KSČ              | 25. února 1948  | 15. června 1948 |
| Ministr vnitra                                   | Václav Nosek       |             | KSČ              | 25. února 1948  | 15. června 1948 |
| Ministr financí                                  | Jaromír Dolanský   |             | KSČ              | 25. února 1948  | 15. června 1948 |
| Ministr školství a osvěty                        | Zdeněk Nejedlý     |             | KSČ              | 25. února 1948  | 15. června 1948 |
| Ministr spravedlnosti                            | Alexej Čepička     |             | KSČ              | 25. února 1948  | 15. června 1948 |
| Ministr informací                                | Václav Kopecký     |             | KSČ              | 25. února 1948  | 15. června 1948 |
| Ministr průmyslu                                 | Zdeněk Fierlinger  |             | ČSSD             | 25. února 1948  | 15. června 1948 |
| Ministr zemědělství                              | Július Ďuriš       |             | KSS i KSČ        | 25. února 1948  | 15. června 1948 |
| Ministr vnitřního obchodu                        | František Krajčír  |             | KSČ              | 25. února 1948  | 15. června 1948 |
| Ministr dopravy                                  | Alois Petr         |             | ČSL              | 25. února 1948  | 15. června 1948 |
| Ministr sociální péče                            | Evžen Erban        |             | ČSSD             | 25. února 1948  | 15. června 1948 |
| Ministr zdravotnictví                            | Josef Plojhar      |             | ČSL, tajně i KSČ | 25. února 1948  | 15. června 1948 |
| Ministr techniky                                 | Emanuel Šlechta    |             | ČSNS             | 25. února 1948  | 15. června 1948 |
| Ministryně výživy                                | Ludmila Jankovcová |             | ČSSD             | 25. února 1948  | 15. června 1948 |
| Ministr pošt                                     | Alois Neuman       |             | ČSNS             | 25. února 1948  | 15. června 1948 |
| Ministr pro sjednocení zákonů                    | Vavro Šrobár       |             | Strana svobody   | 25. února 1948  | 15. června 1948 |
| Státní tajemník v ministerstvu zahraničních věcí | Vladimír Clementis |             | KSČ              | 25. února 1948  | 18. března 1948 |
| Státní tajemník v ministerstvu národní obrany    | Ján Ševčík         |             | DS               | 25. února 1948  | 15. června 1948 |